# Позитано (улица в София)
„Позитано“ е централна улица в София. Носи името на италианския дипломат Вито Позитано, вицеконсул в София, участвал в спасяването на града по време на Руско-турската война.
След Освобождението Софийският градски съвет на 26 май 1878 г. решава (утвърдено на 22 декември 1878 г., протокол No 51) заради заслугите му на неговото фамилно име да се нарече площада, на който е бил дома, където е квартирувал.
Улица „Позитано“ се простира от ул. „Леге“ до улиците „Алеко Тунджата“ и „Антон“ в ж.к. „Разсадника-Коньовица“. Пресича се в центъра с основния булевард „Христо Ботев“. Почти по цялото ѝ протежение успоредно на нея върви основният булевард „Александър Стамболийски“. Улицата се прекъсва 4 пъти от територии на по-големи обекти.

## Обекти
На самата улица или в района около нея се намират следните обекти:
- хотел „Рила“
- Търговски дом
- Богословски факултет на СУ
- Съдебна палата
- Централа на БСП – № 20
- Софийски апелативен съд
- площад „Позитано“
- 91 НЕГ „Проф. Константин Гълъбов“
- Посолство на Португалия
- Солни пазар
- хотел „Ренесанс“
- ПГ по подемна, строителна и транспортна техника
- Столична дирекция „Полиция“
- 136 СОУ „Любен Каравелов“
- Национален дворец на децата